# Liste der Monuments historiques in Le Thor
Die Liste der Monuments historiques in Le Thor führt die Monuments historiques in der französischen Gemeinde Le Thor auf.

## Liste der Bauwerke
| Bezeichnung | Beschreibung         | Standort                                      | Kennzeichnung | Schutzstatus | Datum     | Bild           |
| --- | -------------------- | --------------------------------------------- | ------------- | ------------ | --------- | -------------- |
| Kirche Notre-Dame-du-Lac du Thor                                                                                         |                      | 10 place de l’Église (Lage)                   | PA00082171    | Classé       | 1840      | weitere Bilder |
| Porte de l’Horloge Turmuhr                                                                                               | Stadttor mit Uhrturm | rue de la République / place du Marché (Lage) | PA00082173    | Inscrit      | 1929      | weitere Bilder |
| Schloss Le Thor Allee, Gutshof, Hof, Landschaftsgarten, Pferdestall, Park, Schuppen, Stadtmauer, Steinbänke, Steinbrücke |                      | rue des Baraudes (Lage)                       | PA84000008    | Inscrit      | 1996 2019 | weitere Bilder |
| Reste der Stadtmauer |                      | chemin des Moulins (Lage)                     | PA00082174    | Inscrit      | 1965      | weitere Bilder |
| Wehrkloster Thouzon Kapelle, Klostergebäude, Gelände                                                                     |                      | chemin de la Rose (Lage)                      | PA00082172    | Inscrit      | 1987      | weitere Bilder |

## Liste der Objekte
| Bezeichnung                                                                                     | Beschreibung | Standort                                            | Kennzeichnung | Schutzstatus | Datum | Bild |
| ----------------------------------------------------------------------------------------------- | --- | --------------------------------------------------- | ------------- | ------------ | ----- | ---- |
| Gemälde „Christus am Kreuz zwischen der Jungfrau Maria, dem hl. Johannes und der hl. Magdalena“ | um 1520 entstanden | ehemaliges Hospiz Büro der Verwaltung (Lage)        | PM84000574    | Classé       | 1971  |      |
| Altar                                                                                           | Der Altar stammt aus dem 17. Jh. Der Sockel ist in der Mitte mit einer großen Kartusche mit Girlanden und an den Ecken mit geflügelten Engelsköpfen verziert. Der Altaraufsatz ist mit drei Nischen ausgehöhlt und mit zehn kleinen Säulen verziert, von denen vier tordiert sind. Am Rand befinden sich umgedrehte Konsolen. | Kirche Notre-Dame-du-Lac Sacré-Coeur-Kapelle (Lage) | PM84000569    | Classé       | 1933  |      |
| Gemälde „Pfingsten“ mit Rahmen                                                                  | Wird in die Zeit von Ludwig XIV. datiert. Die Jungfrau soll das Porträt einer Dame aus dem Haus Ancezune sein. | Kirche Notre-Dame-du-Lac (Lage)                     | PM84000568    | Classé       | 1908  |      |
| Statuen eines hl. Bischofs und von Johannes dem Täufer                                          | verschollene Holzskulpturen aus dem 18. Jh. | Kirche Notre-Dame-du-Lac Gesims der Apsis (Lage)    | PM84000567    | Classé       | 1908  |      |
| Statue der hl. Cäcilia                                                                          | vergoldete Holzstatue aus dem 18. Jh., Cäcilia mit Harfe, verschollen | Kirche Notre-Dame-du-Lac (Lage)                     | PM84000573    | Classé       | 1961  |      |
| Madonnenstatue Notre-Dame du Rosaire                                                            | verschollene Statue aus dem 17. Jh. von Jacques Bernus | Kirche Notre-Dame-du-Lac (Lage)                     | PM84000566    | Classé       | 1908  |      |
| Reliquienstatue: Saint Marc                                                                     | verschollene Holzstatue aus dem 18. Jh., der Sockel diente als Reliquienschrein | Kirche Notre-Dame-du-Lac Chor (Lage)                | PM84000570    | Classé       | 1933  |      |
| Reliquienstatue: Segnender Bischof                                                              | vergoldete und bemalte Holzskulptur aus dem 18. Jh., verschollen | Kirche Notre-Dame-du-Lac Chor (Lage)                | PM84000571    | Classé       | 1933  |      |
| Statuen eines Gläubigen auf Knien und einer Gläubigen in Ekstase                                | verschollene Holzskulpturen aus dem 18. Jh. | Kirche Notre-Dame-du-Lac Chor (Lage)                | PM84000572    | Classé       | 1933  |      |
| Türflügel des Seiteneingangs                                                                    | 18. Jh. | Kirche Notre-Dame-du-Lac (Lage)                     | PM84000716    | Classé       | 1840  |      |